# Ciocârlia (Constanța)
Ciocârlia é uma comuna romena localizada no distrito de Constanţa, na região de Dobruja. A comuna possui uma área de 140.56 km² e sua população era de 2953 habitantes segundo o censo de 2007.